# Nils Foss
Nils Foss (født 11. maj 1928 på Frederiksberg, død 16. maj 2018) var en dansk direktør og civilingeniør, søn af Erling Foss, bror til Lars Foss. Han var også barnebarn af Alexander Foss.
Han blev født ind i en familie af kendte ingeniører. Foss var virksomhedens direktør i to omgange og var efterfølgende bestyrelsesformand.
Han blev selv civilingeniør i 1952 efter at være blevet student fra Gentofte Statsskole i 1946. Han startede som salgsingeniør i firmaet Torben Søderberg og tog derefter til USA i Tracerlab. Inc. i Boston og hos Donner Scientific Co. i Californien. I 1956 stiftede han Foss Electric A/S sammen med sin far Erling Foss, hvor han var adm. direktør indtil 1968. Han kom tilbage til Foss som adm. direktør i 1981.
I den mellemliggende periode, 1969-76, var Foss administrerende direktør for F.L. Smidth-koncernen.
Han havde også i en periode været medlem af hovedbestyrelsen for Det Konservative Folkeparti. Han talte bl.a. stærkt for Danmarks optagelse i EF og for at erhvervslivet skulle tage hensyn til miljø og samfund. 1989-96 var han formand for Dansk Flygtningehjælp. Foss' selvbiografi, Hvor der handles. Kapitler af mit erhvervsliv, blev udgivet i 1977.
Nils Foss var medstifter og formand for Danish American Business Forum (DABF) fra 1997 til 2002 og Danish-Chinese Business Forum (DCBF) fra 2006-2012.